# Jutta Urpilainen
Jutta Urpilainen (4 de agosto de 1975) es una política finlandesa. Fue ministra de Hacienda y vice primera ministra de Finlandia de 2011 a 2014. De 2008 a 2014 fue presidenta del Partido Socialdemócrata de Finlandia. Entre 2019 y 2024, fue comisaria europea de Asociaciones Internacionales en la Comisión Europea, dirigida por Ursula von der Leyen. Urpilainen anunció su candidatura a la presidencia de Finlandia en las elecciones de 2024 en noviembre de 2023.

## Biografía
Nacida en Lapua, Ostrobotnia del Sur, Urpilainen es hija del expolítico Kari Urpilainen. Estudió en la Universidad de Jyväskylä, donde se graduó con una maestría en Educación en 2002. Durante sus estudios universitarios, pasó un año de Erasmus en Viena. Trabajó como maestra de escuela hasta su elección al Parlamento.
Urpilainen fue presidenta de los Jóvenes Federalistas Europeos de Finlandia en 2001. Se unió a la ciudad de Kokkola en 2001.

## Trayectoria
Urpilainen fue diputada por la circunscripción de Vaasa en las elecciones nacionales de 2003. En el parlamento, fue miembro de la Comisión de Educación y Cultura y diputada adjunta de la Comisión de Finanzas. Además de su labor parlamentaria, también fue miembro del Consejo Asesor del Instituto Finlandés de Asuntos Internacionales.
Urpilainen fue elegida presidenta del Partido Socialdemócrata de Finlandia (SDP) en junio de 2008, sucediendo al ex vice primer ministro y ministro de Finanzas Eero Heinäluoma. Ganó en la segunda vuelta, derrotando al exministro de Asuntos Exteriores Erkki Tuomioja por 218 votos contra 132. Durante su mandato, de 2008 a 2014, el apoyo a los socialdemócratas cayó del 21 % al 15,5 %. Sin embargo, en las elecciones de 2011, devolvió el partido al gobierno tras cuatro años.

### Ministra de Finanzas
Después de las elecciones parlamentarias de 2011, en las que el SDP se convirtió en el segundo partido más grande, Urpilainen fue nombrada ministra de Finanzas y vice primera ministra en el gabinete dirigido por Jyrki Katainen.  En esta capacidad, también presidió las reuniones de los Ministros de Finanzas del Consejo Nórdico en 2012.
El auge del partido euroescéptico Finlandeses Verdaderos en las elecciones de 2011 provocó un movimiento de los socialdemócratas bajo Urpilainen para endurecer significativamente su postura sobre el euro, lo que llevó a Finlandia a convertirse en el único país en exigir garantías a Grecia y España como parte de sus rescates internacionales.  El 6 de julio de 2012, Urpilainen dijo lo siguiente en su sitio web: "Finlandia preferiría considerar abandonar la eurozona en lugar de pagar las deudas de otros países en el área monetaria".  Los medios de comunicación internacionales, como The Daily Telegraph, malinterpretaron la declaración como una amenaza de que Finlandia abandonaría la eurozona . El asistente de Urpilainen, Matti Hirvola, aclaró más tarde sus declaraciones y que había querido decir que Finlandia no quería ser responsable de pagar los depósitos de deuda de otros países.  Solo un mes después, Urpilainen tuvo que revisar el objetivo de crecimiento del gobierno para ese año fiscal a cero a medida que las exportaciones se desaceleraban; Los únicos países de la eurozona que tuvieron peores resultados fueron Grecia y Portugal.
Urpilainen se postuló para un nuevo mandato como presidenta del partido en la conferencia del Partido Socialdemócrata de 2014, celebrada en mayo. Fue derrotada por un estrecho margen ante su contrincante, Antti Rinne, en una votación de 257 a 243. Posteriormente, Urpilainen dimitió como ministra de Finanzas en junio.
Antes de las elecciones presidenciales de 2018 , Urpilainen fue ampliamente mencionada como una posible candidata. En febrero de 2017, anunció que no buscaría la presidencia.
Entre 2017 y 2019, Urpilainen se desempeñó como representante especial del ministro de Asuntos Exteriores, Timo Soini , para la Mediación.

### Comisaria europea
El 1 de diciembre de 2019, Urpilainen asumió el cargo de Comisario Europeo en la Comisión Von der Leyen, con la cartera de asociaciones internacionales.
En 2023, el secretario general de las Naciones Unidas, António Guterres, nombró a Urpilainen como uno de los 22 miembros del grupo líder del Movimiento para el Fomento de la Nutrición (SUN). También desde 2023, ha sido miembro del Panel de Alto Nivel de las Naciones Unidas sobre la Profesión Docente, copresidido por Kersti Kaljulaid y Paula-Mae Weekes.
El 16 de agosto de 2023, la presidenta del Partido Socialdemócrata, Sanna Marin, le pidió a Urpilainen que se presentara como candidata del partido a las elecciones presidenciales finlandesas de 2024.  Tras meses de consideración, Urpilainen anunció su candidatura en noviembre de 2023.  En las elecciones, obtuvo el 4,34% del total de votos y no logró pasar a la segunda vuelta.

## Vida personal
Urpilainen está casada con Juha Mustonen, funcionario del Ministerio de Asuntos Exteriores de Finlandia. En 2017 y 2019, adoptaron dos niños de Colombia.
En 2002, Urpilainen grabó un álbum navideño llamado “Christmassy thoughts” que incluía versiones de “Winter Wonderland” y “Jingle Bells”.